# 에이스 온라인
에이스 온라인(Ace Online)는 대한민국의 게임 회사 마상소프트에 의해 제작된 온라인 게임이다.